# Sonic X-treme

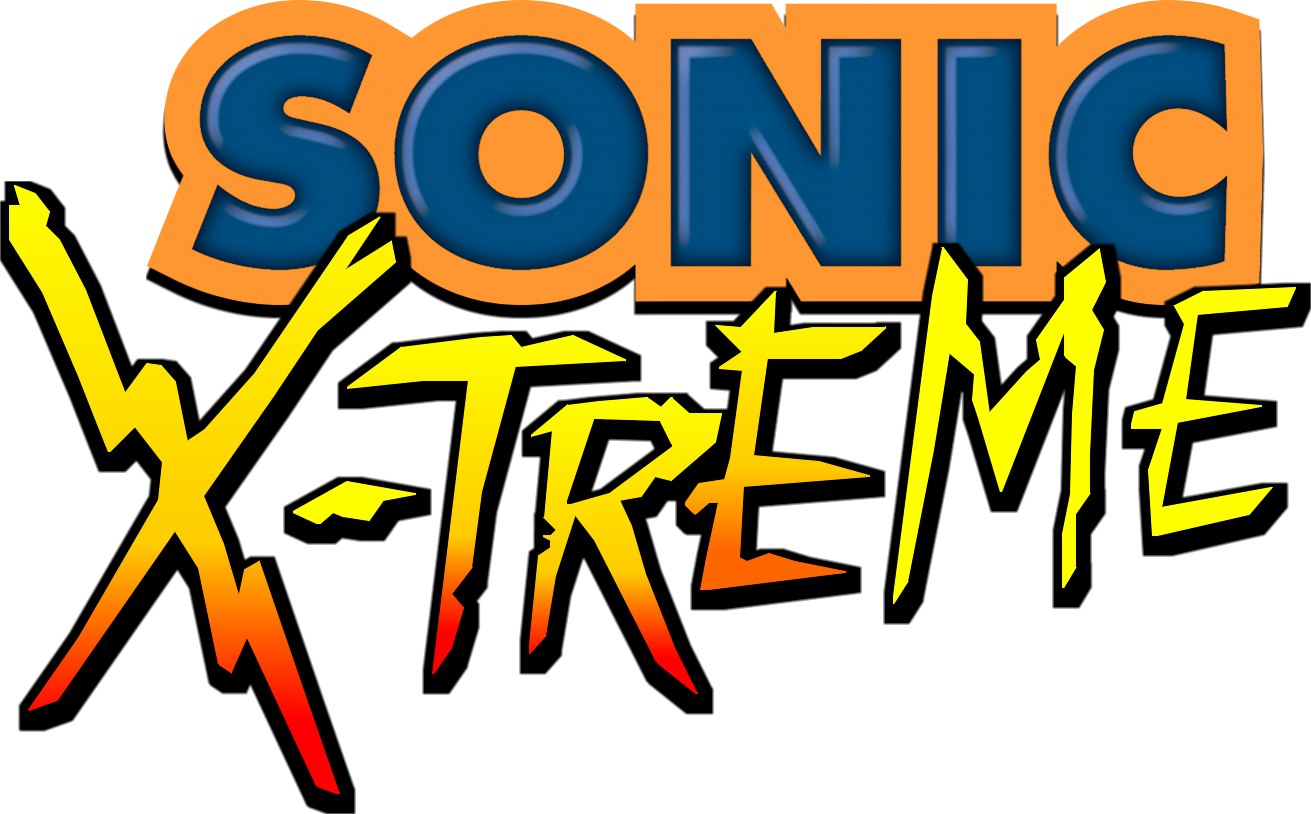
logo van het spel

Sonic X-treme was een gepland Sonic-spel voor de Sega Saturn. Aanvankelijk waren er plannen om het eerst uit te brengen voor de Mega Drive en daarna voor de Sega 32X, vooraleer het zou uitkomen voor de Saturn.

## Verhaallijn
De verhaallijn van dit spel bevat grote onduidelijkheden, aangezien het nooit is uitgebracht. Maar tijdens de ontwikkelingsfase zou het verhaal er als volgt hebben uitgezien:
"Professor Gazebo Boobowski en zijn dochter Tiara bewaken de zes magische ringen van Order (zoals Knuckles de Master Emerald beschermt) en kennen als enigen de ambachtelijke kunst van ringsmeden. Gazebo en Tiara vrezen dat Dokter Robotnik deze ringen wil stelen, en doen een beroep op Sonic om de ringen te beschermen voordat Robotnik ze te pakken kan krijgen."

## Speelstijl
Er werd in een later stadium bekendgemaakt dat er de mogelijkheid was om te kiezen tussen vier speelbare karakters. Deze personages waren Knuckles the Echidna, Tiara Boobowski, Miles "Tails" Prower en Sonic the Hedgehog. Elk personage zou ook een unieke speelstijl hebben. Knuckels en Tiara bijvoorbeeld zouden met de traditionele stijl hun levels doorlopen, met respectievelijk een top-down en side-scrolling uitzicht.
Er waren vier geplande Zones: Jade Gully, Crystal Frost, Red Sands en Galaxy Fortress. Sonic zou worden uitgerust met een groot aantal nieuwe aanvallen, waaronder een spin slash, een ring gooi-functie en een neerwaartse dash.
Verder zouden Fang the Sniper en Metal Sonic hun opwachting maken in dit spel als eindbaaspersonages.

## Ontwikkeling
Sonic X-treme zou oorspronkelijk ontwikkeld worden voor diverse andere game-systemen dan voor de Sega Saturn. In het vroegste stadium zou het spel vrijgegeven worden op de Sega Mega Drive, en later op de 32X onder de naam Sonic Mars (op basis van de codenaam voor de 32X, "Sega Mars"). Sonic Mars zou ook Sally Acorn en de andere vrijheidsstrijders uit de Sonic the Hedgehog-serie bevatten.
Sonic X-treme werd uiteindelijk geannuleerd door de vele interne problemen. Het spel werd ontwikkeld door Sega Technical Institute (STI), een Amerikaanse ontwikkelaar die aan andere games had gewerkt, zoals Sonic the Hedgehog 2, Sonic Spinball en Comix Zone.
Spelontwerper Chris Coffin werd door Sega ingehuurd. Ze belastten hem met het maken van de aparte eindbaasgedeeltes van het spel.
Na wat problemen werd beslist om het spel uit te brengen voor de Saturn. Ofer Alon werd van het project gehaald, hierop verliet ook Chris Senn het project. Na hun vertrek gingen beide heren wel verder met een pc-versie van Sonic X-treme.
Na enige tijd kwam de Japanse tak van SEGA (de hoofdtak) nogmaals poolshoogte nemen. Ze waren teleurgesteld over de voortgang van de belangrijkste game-engine. Ze waren echter erg onder de indruk van de eindbaaslevels die Coffin had gecreëerd, zodat op hun verzoek het gehele spel opnieuw gemaakt moest worden op dit principe.
Intussen had het team mankracht te kort, en het team was nog niet veel verder dan hun oorspronkelijke demo. Het Sonic Xtreme projectteam moest het spel nog zien af te krijgen voor de gestelde deadline met kerstmis, om zo de strijd aan te gaan tegen zowel Super Mario 64 en Crash Bandicoot, samen met Sega's NiGHTS-titel. Tot overmaat van ramp viel Coffin, die al non-stop gewerkt had om dit project af te maken, uit met een longontsteking. Aangezien Coffin bijna het gehele project droeg, had zijn verlies tot gevolg dat het project voor onbepaalde tijd uitgesteld moest worden.
Mike Wallis bracht de hoofdzetel op de hoogte dat het spel niet kon afgewerkt worden voor Kerstmis. Het project werd daarna officieel geannuleerd. De Amerikaanse tak van Sega heeft daarop besloten om zowel de Saturn- als de pc-versies te beëindigen en schakelde over naar een alternatief project: een Saturnversie van Sonic 3D Blast.

## Personages

### Nieuwe personages
- Tiara Boobowski (bespeelbaar)
- Gazebo Boobowski

### Terugkerende personages
- Sonic the Hedgehog (bespeelbaar)
- Miles 'Tails' Prower (bespeelbaar)
- Knuckles the Echidna (bespeelbaar)
- Fang the Sniper
- Dr Ivo Robotnik
- Metal Sonic

## Trivia
- De kerstspecial in 1996 'Sonic Christmas Blast' was oorspronkelijk 'An X-Tremely Sonic Christmas' getiteld. Dit was een verwijzing naar deze game.
  - De nieuwe titel is dan weer een overduidelijke verwijzing naar het spel dat Sonic X-treme moest vervangen: Sonic 3D Blast
- Er bestaan disks met de testengine van het spel. Een anonieme verzamelaar kocht er één in september 2005
- Op oktober 2007 verschenen de eerste officiële tekeningen van Tiara en haar vader. Dit gebeurde door Chris Senn, een spelontwikkelaar van Sonic X-treme.